# Moskvitch 402
La Moskvitch 402 est une automobile produite par l’usine moscovite MZMA entre 1956 et 1958. Elle fut disponible en carrosserie berline, break, pick-up et même en berline à 4 roues motrices.

## La 402: d’Opel à Ford
La 400 faisant figure de dinosaure au milieu des années 1950, Moskvitch envisage la relève assez sérieusement. En 1953, le style de la future 402 est figé. Les prototypes sont testés en 1955 et la présentation officielle intervient le 20 avril 1956.
Ses lignes semblent alors vaguement familières, et déjà quelque peu dépassées…et pour cause ! La 402 est une sorte de mélange entre la Ford Customline 1952 à l’avant (qui a aussi servi de matrice à la Volga M21, chez GAZ) et la Ford Taunus 12M dans la forme de l’arrière…
Le moteur est repris de la 401, ainsi que la boîte trois rapports. Il développe toutefois 35 ch, grâce l’alésage qui passe de 67,5 à 75 mm, portant ainsi la cylindrée à 1 200 cm3. La berline russe atteint les 105 km/h, vitesse légèrement en dessous de la moyenne de l’époque.

## Des déclinaisons intéressantes
1957 est une grande année pour Moskvitch. En effet, le break fait son apparition (type 423), suivi du pick-up (type 430).
Beaucoup plus originales, les versions 410 H (berline) et 411 H (break) sont présentées la même année. Il s’agit de modèles à 4 roues motrices, qui se distinguent extérieurement par une garde au sol augmentée et de gros pneus.
Techniquement, les 410 H et 411 H adoptent un système de transmission intégrale équipée d’une boîte de transfert à deux vitesses démultipliées. Pour faciliter la liaison entre les deux essieux, le moteur est légèrement déplacé latéralement, l’essieu avant est rigide et la suspension est à ressorts semi-elliptiques. Au chapitre des modifications, on note également une direction renforcée, un nouveau ventilateur ainsi que la présence d’un radiateur d’huile.
Ainsi parées, ces versions peuvent traverser des gués de 55 cm et affronter des pentes de 32 % !
La production de la 402 sera très courte, elle s’arrête dès 1958 pour la berline, avec l’apparition de la 407, le break et le pick-up étant reconduits.
La Moskvitch 402 aura été fabriquée à 87 658 exemplaires, auxquels il faut ajouter 9340 410 H et 1515 411 H.

## Sources
- Voitures des pays de l'Est, Bernard Vermeylen, E-T-A-I